# Bromelia sylvicola
Espèce
Bromelia sylvicola est une espèce de plantes tropicales de la famille des Bromeliaceae, endémique du Brésil.

## Distribution
L'espèce est endémique de l'État de Mato Grosso au Brésil.

## Galerie

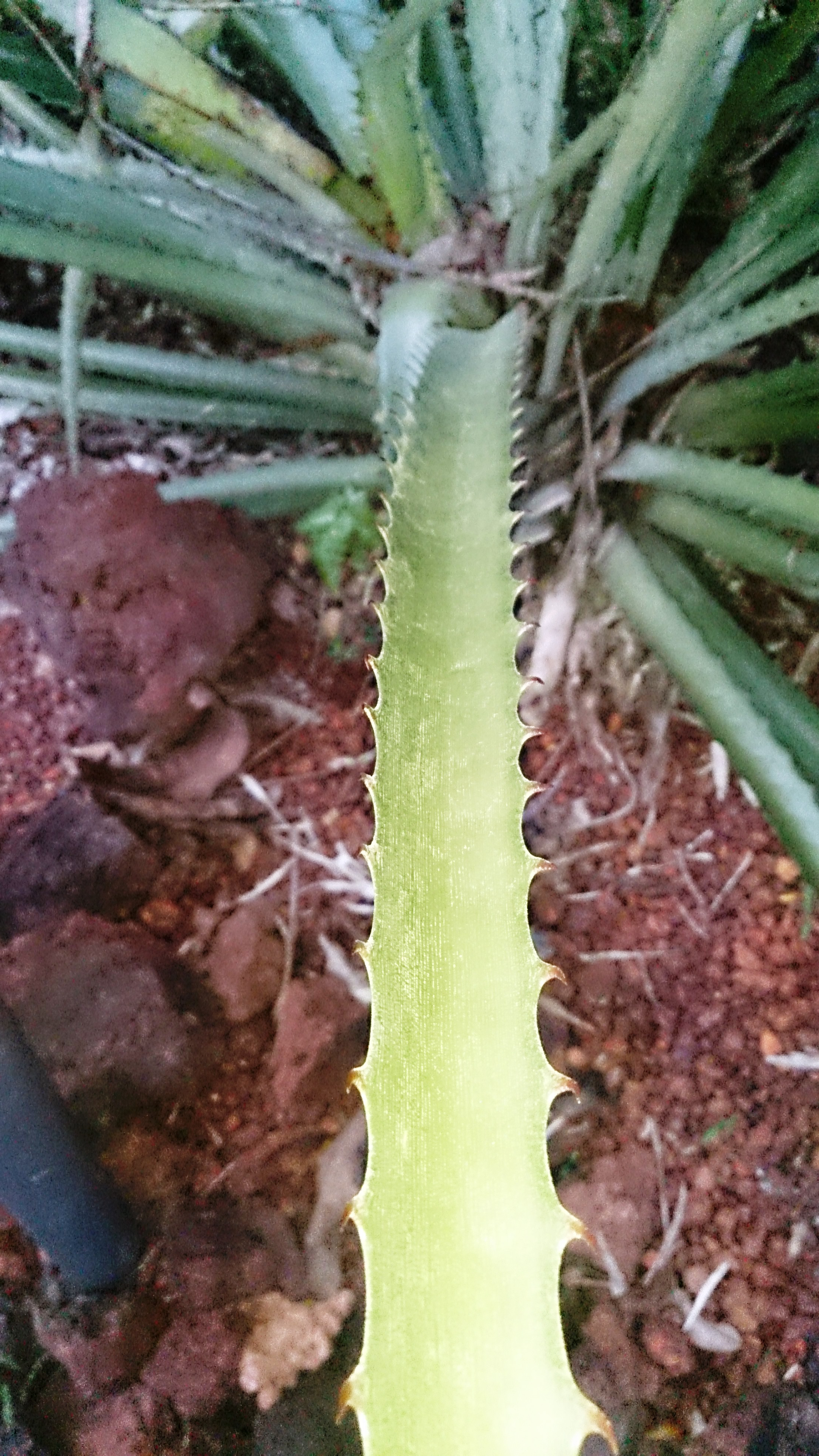
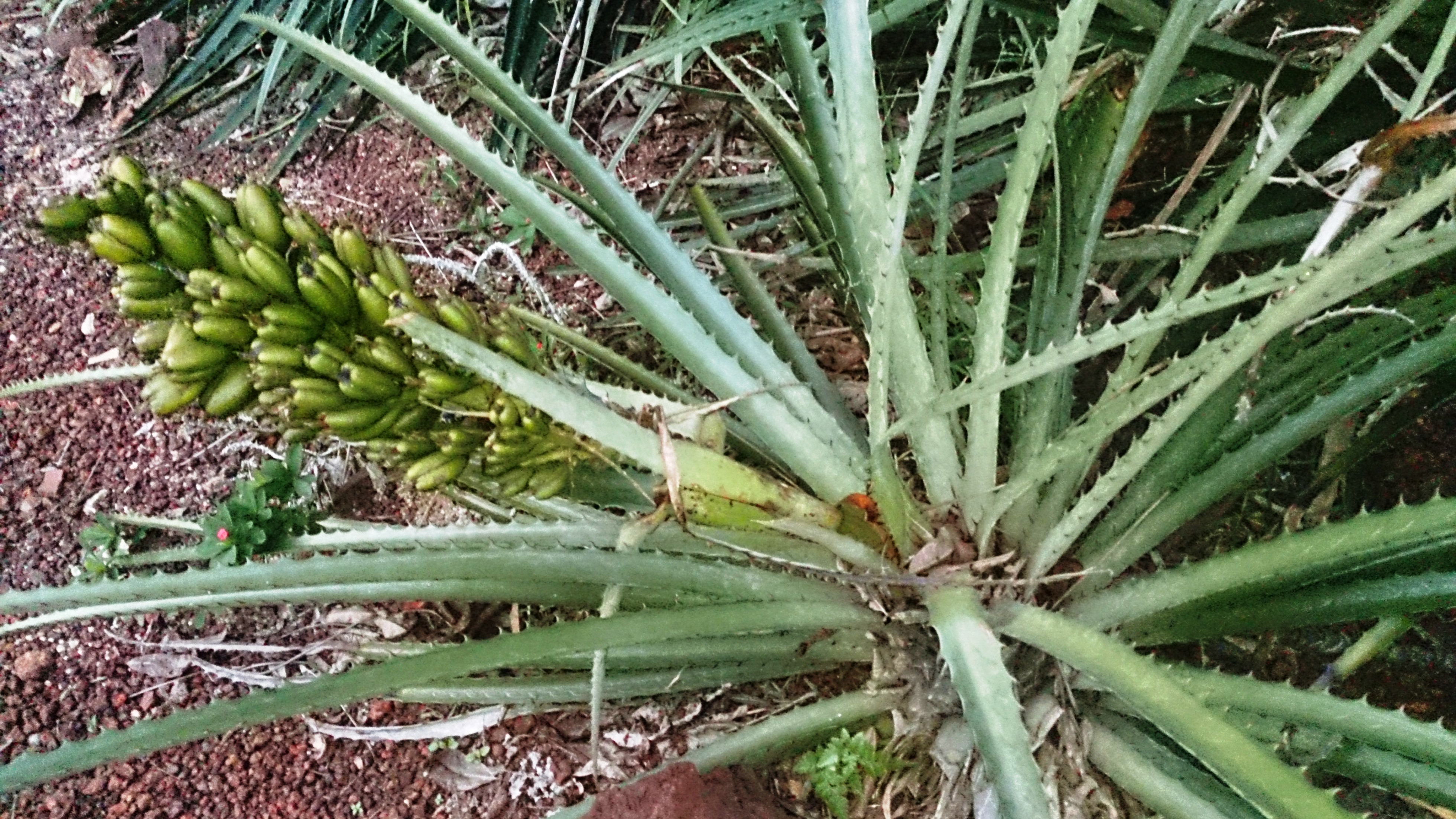

## Description
L'espèce est hémicryptophyte.